# Zingel (Emmetten)
Der Zingel ist ein 1901 m ü. M. hoher Berg in den Urner Alpen auf der Grenze der Schweizer Kantone Nidwalden und Uri. Der Gipfel liegt im Gebiet der Nidwaldner Gemeinde Emmetten.

## Name
Den Flurnamen Zingel oder die häufigere Variante Tschingel haben zahlreiche Stellen in den Alpen im Gebiet der Deutschschweiz. Das vordeutsche Wort kommt von lateinisch cingulum („Gürtel“) und bezeichnet, dazu passend, ursprünglich oft langgezogene, auffällige Felsbänder oder Grasstreifen an hohen Bergflanken. Vom romanischen Appellativ wurden mit der Zeit die Flurnamen von Örtlichkeiten in der Nähe solcher Felsformen und besonders von Bergwiesen abgeleitet, so wie zum Beispiel ebenfalls im Gebiet von Emmetten der Name der Alp Zingel, die auf der Ostseite des Kohltals über einer länglichen Felswand liegt, oder jener der Alp Zingel im Muotatal in Kanton Schwyz.
Das Wort bezeichnete wohl ursprünglich auch in der Landschaft von Emmetten die ganze lange Felswand im Süden und wurde erst in jüngerer Zeit als eigentlicher Bergname auf deren zentralen Bergklotz reduziert, der in mehreren historischen Quellen aus dem im 17. und dem 18. Jahrhundert als Hoher Zingel erwähnt ist. Während in früheren Schweizer Landeskarten der Name breit über der Felswand eingetragen ist, bezeichnet er in den neuesten Ausgaben eindeutig den Berggipfel. Die Wortform Tschingel ergab ebenfalls Namen für mehrere Berge in den Schweizer Alpen.

## Lage
Der Zingel gehört zur Bergkette, die sich acht Kilometer weit vom Oberbauenstock (2117 m) im Osten mit einem scharfen Berggrat über ihn, den Gandispitz (1996 m), den Jochlistock (2079 m), den Schwalmis (2246 m) und den Risetenstock (2290 m) bis zum Brisen (2404 m) im Westen hinzieht.
Von Norden gesehen – also von Emmetten im Kanton Nidwalden aus –, zeigt sich der Berg als markantes Felsmassiv und Eckturm der Wand, die sich 350 Meter hoch über der Schutthalde bei der Alp Oberbauen erhebt. Die breite Felsbastion beginnt am Oberbauenstock, erstreckt sich bis zum Gipfel des Zingel und sinkt danach als weniger hohes Band weiter im Westen in das Tal hinab. Der Zingel selbst ist dabei nur wenig höher als die nächsten Grataufschwünge über der Felswand und mehr als 200 Meter weniger hoch als der Oberbauenstock. Auf der Südseite – über Isenthal im Kanton Uri – tritt der Zingel dagegen kaum als eigenständiger Berg in Erscheinung. Er wird dort vom Stöckli, einer Kuppe im Südosten, verdeckt und liegt unter dem Nordostgrat des deutlich höheren Gandispitz über der Alp Baberg. Westlich des Zingel liegt auf der Bergterrasse über der Felswand die Emmetter Alp Färnital, das am höchsten gelegene alpwirtschaftlich genutzte Gebiet der Gemeinde.
Über den Bergübergang Lückli nahe am Gipfel des Zingel führt einer der beiden Fusswege, die den Grat zwischen dem Oberbauenstock und dem Schwalmis queren. Der Zingel liegt am Alpinwanderweg von Niederbauen zum Oberbauenstock und zum Brisen. Der Weg ist in die Schwierigkeitsklasse 4 eingestuft.